# ONT (Belarus)
ONT (belarussisch Агульнанацыянальнае тэлебачанне; russisch Общенациональное телевидение) ist ein landesweiter, staatlicher, belarussischer Fernsehsender, der Propaganda in Belarus verbreitet.

## Geschichte
ONT wurde am 15. Februar 2002 per Dekret von Präsident Aljaksandr Lukaschenka gegründet. Am 25. Juni 2002 ging der Fernsehsender das erste Mal auf Sendung. Seitdem etablierte sich ONT in der belarussischen Fernsehlandschaft.
Aus Protest gegen Zensur und Propaganda vor dem Hintergrund der gewaltsamen Niederschlagung von Protesten durch die Sicherheitskräfte des Lukaschenka-Regimes im Sommer und Herbst 2020 hat etwa ein Viertel seiner Mitarbeiter den Sender verlassen: mindestens 80 von 300. Laut ihrer Aussagen, drohte der Geschäftsführer Marat Markau ihnen dafür mit Strafverfahren und erzwungenem Verschwindenlassen.

## Programme
ONT sendet oft Programme des russischen staatlichen Fernsehsenders Perwy kanal. Eine Auswahl von ONT selbst produzierte Programme sind:
- Unsere Nachrichten (russisch Наши новости)
- Unser Morgen (russisch Наше утро)
- Was? (russisch Что?)

## Propaganda
ONT geriet im Juni 2021 international in die Schlagzeilen. Grund dafür war ein von ONT ausgestrahltes Interview mit dem belarussischen Oppositionellen Raman Pratassewitsch. Internationale Beobachter waren der Auffassung, dass Pratassewitsch vor dem Interview gefoltert worden war. Das Interview wurde von Sender-Chef Marat Markau geführt. Am 21. Juni 2021 wurde Markau in die britische Sanktionsliste aufgenommen.